# نيكي فيذرستون
نيكي فيذرستون (بالإنجليزية: Nicky Featherstone)‏ (مواليد 22 سبتمبر 1988 في جوول - إنجلترا) لاعب كرة قدم إنجليزي يلعب حاليا لصالح نادي الدرجة الممتازة هال سيتي الإنجليزي منذ 2006 في مركز الوسط المحوري كما يجيد اللعب في مركز المهاجم .

## روابط خارجية
- نيكي فيذرستون على موقع قاعدة بيانات كرة القدم.إي يو (الإنجليزية)
- نيكي فيذرستون على موقع Soccerbase.com (لاعب) (الإنجليزية)
- نيكي فيذرستون على موقع كووورة